# Шостак Сергій Олександрович
Сергі́й Олекса́ндрович Шо́стак (1972—2014) — старший сержант 24-го батальйону територіальної оборони «Айдар» Збройних сил України, учасник російсько-української війни. Старший прапорщик міліції у відставці. Кавалер ордена «За мужність» ІІІ ступеня.

## Життєпис
Народився 1972 року в місті Луцьк. Закінчив луцьку ЗОШ № 3. Проходив військову службу в десантних військах; 1992 року пішов до лав правоохоронців. Старший сержант патрульної служби; 1995 року став командиром відділення оперативного взводу. У 2001—2002 роках був у складі миротворчої місії ООН у Косові. Після демобілізації працював у ПМОР «Беркут» — до виходу на пенсію за вислугою років 2006 року.
У лютому 2014 року брав активну участь разом зі старшим сином у подіях на Майдані на стороні народу, обидва зазнали поранень.
У часі війни — заступник командира взводу, 24-й батальйон територіальної оборони «Айдар». Після початку війни на сході України пішов добровольцем на фронт у батальйон «Айдар». Зазнав поранення, після якого відновлювався у львівському шпиталі. Не відновившись до кінця, поспішив до побратимів на фронт.
27 липня 2014-го загинув під час проведення операцій батальйоном під Луганськом у районі Лутугине — Успенка — Георгіївка. Того дня в боях також загинули айдарівці підполковник Сергій Коврига, старший лейтенант Ігор Римар, сержант Микола Личак, старший солдат Іван Куліш, солдати Іолчу Алієв, Віталій Бойко, Ілля Василаш, Михайло Вербовий, Олександр Давидчук, Орест Квач, Станіслав Менюк.
Вдома залишилися дружина та двоє синів 1998 та 1995 р.н. Похований у селі Гаразджа, Луцький район.

## Нагороди та вшанування
За особисту мужність і героїзм, виявлені у захисті державного суверенітету та територіальної цілісності України, вірність військовій присязі під час російсько-української війни
- нагороджений орденом «За мужність» III ступеня (26.2.2015, посмертно)
- Почесний знак МВС України
- Медаль «За миротворчу діяльність»
- 2003 року занесений на дошку пошани МВС України
- нагрудний знак «За оборону Луганського аеропорту» (посмертно)
- у луцькій ЗОШ № 3 відкрито меморіальну дошку Сергію Шостаку.